# Petrus Nygren
Petrus Nygren, född 5 mars 1708 i Nykils församling, Östergötlands län, död  21 december 1787 i Skeppsås församling, var en svensk präst.

## Biografi
Petrus Nygren föddes 5 mars 1708 på Solltorp i Nykils socken. Han var son till bonden Hemming Eriksson och Karin Andersdotter. Nygren studerade i Linköping och blev 1729 student vid Uppsala universitet. Han prästvigdes 12 september 1733 till huspredikant på Stjärnorps slott och blev 1737 komminister i Risinge församling. Nygren blev 1763 kyrkoherde i Skeppsås församling och 23 april 1787 prost. Han avled 21 december 1787 i Skeppsås socken.

### Familj
Nygren gifte sig första gången 21 juni 1737 med Maria Catharina Sevenius (1714–1762). Hon var dotter till kyrkoherden i Tjällmo socken. De fick tillsammans barnen Anna Beata 1738–1804), Samuel (1740–1758), Maria Catharina (1745–1770) och Petrus (1755–1780).
Nygren gift sig andra gången 25 november 1763 med Judith Dorothea Roos (1737–1766). Hon var dotter till kyrkoherden Anders Roos och Christina Filenius i Röddinge socken. De fick tillsammans dottern Fredric Ulrica (1766–1766).
Nygren gift sig tredje gången 2 december 1766 med Dorothea Christina Trolle (1728–1806). Hon var dotter till häradshövdingen Israel Trolle och Inga Margareta von Rudbeck. De fick tillsammans dottern Maria Margareta.